# In and Out of Love
In and Out of Love ist ein Jazzalbum von Jay Clayton. Die wohl 2009 im Mountain Rest Studio, New Paltz, New York, entstandenen Aufnahmen erschienen am 18. August 2010 auf Sunnyside Records.

## Hintergrund
Jay Claytons Drang zum Experimentieren habe sie nie davon abgehalten, die Standards zu singen, mit denen sie aufgewachsen ist und die sie immer geliebt hat, notierte Michael G. Nastos. In and Out of Love sei eine Sammlung bekannter Songs, die sich thematisch mit verschiedenen Phasen der Liebe beschäftigen. Begleitet wurde die Sängerin auf dem Album von dem Gitarristen Jack Wilkins und dem Bassisten Jay Anderson.
Unter anderem interpretierte Jay Clayton „Falling in Love with Love“, einen Rodgers-und-Hart-Song aus dem Musical The Boys from Syracuse von 1938, Irving Berlins „How Deep Is the Ocean“ (1932), „For Heaven's Sake“ (1948), „I Hear a Rhapsody“ (1941) und den Song „My One and Only Love“, der 1953 durch Frank Sinatra bekannt wurde.

## Titelliste
- Jay Clayton: In and Out of Love (Sunnyside SSC 1260)[2]

1. Falling in Love with Love (Richard Rodgers & Lorenz Hart) 5:12
2. How Deep Is the Ocean (Irving Berlin) 5:28
3. Freedom Jazz Dance (Eddie Harris) 3:44
4. My One and Only Love (Guy Wood, Robert Mellin) 4:52
5. Sunshower (Janice Jarrett, Kenny Barron) 7:09
6. For Heaven’s Sake (Don Meyer, Elise Bretton, Sherman Edwards) 5:08
7. Israel (John Carisi, Ray Passman) 6:00
8. Never Let Me Go (Raymond Evans & Jay Livingston) 4:14
9. I Hear a Rhapsody (Dick Gasparre, George Fragos, Jack Baker) 5:16
10. Lament (Debbie Randolph, J. J. Johnson) 4:48

## Rezeption
Michael G. Nastos verlieh dem Album in Allmusic dreieinhalb Sterne und schrieb, ihr Salz-der-Erde-Gesang bei „How Deep Is the Ocean?“ sei stark mit Jack Wilkins’ Gitarrenakkorden und sehnigen Linien verbunden, während sie beim lockeren Swinger „I Hear a Rhapsody“ zusammen mit Bassist Anderson tanze. Kenny Barrons Samba-Nummer „Sunshower“ und John Carisis herausforderndes „Israel“ seien ebenfalls Beispiele dafür, wie Clayton die originalen Melodielinien erweitern kann – der Hauptgrund dafür, dass sie als Jazzsängerin so bedeutend wie keine andere in der heutigen Zeit geworden ist.
Claytons Technik sei unnachahmlich, ihre Technik makellos, ihre Intonation ebenso besonders – vom üppigen Alt, mit dem jede Phrase und Zeile beginnt, bis zu den Höhen eines Beinahe-Falsetts, das sie so natürlich einzusetzen scheine, wie ein Dichter wie Dylan Thomas sein Werk erzählen würde – und scheinbar mühelos wie Normalsterbliche, die Luft holen, lobte Raul d'Gama Rose in All About Jazz. Bassist Jay Anderson würde einen meisterhaften melodischen Einfallsreichtum zeigen, besonders bei Titeln wie „Falling in Love with Love“ und „I Hear a Rhapsody“, wo er Clayton während eines überschwänglichen Solos die Melodie entreiß, und ebenso exquisit wie die Art und Weise, wie er dies tue, gebe er sie der Sängerin schließlich wieder zurück. Wilkins wiederum sei einer der versiertesten Gitarristen; er spiele so schräg, dass er stets am Rande des Abgrunds bleibe, und er schaffe zuweilen fließende Linien, die eher von einem Blas- als von einem Saiteninstrument zu kommen scheinen.